# Древненубийский язык

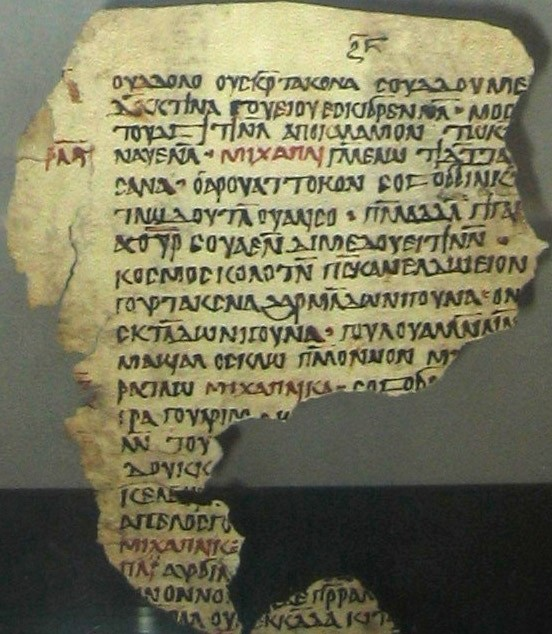
Древненубийский текст из Каср Ибрим

Древненубийский язык — вымерший язык нубийской подгруппы тама-нубийской группы восточносуданской семьи нило-сахарской макросемьи. Был распространён в средневековой Нубии (терр. совр. Судана и Эфиопии). Засвидетельствован надписями VIII—XV вв., выполненными особой разновидностью коптского алфавита. Современный потомок — язык нобин в Судане (исчезает, все носители активно владеют арабским).

## Грамматика
Относится к агглютинирующим языкам.

### Имя
Имя не имело ни рода, ни артикля. Состояло из корня, к которому присоединялись показатели падежа и послелоги. Основные падежные показатели:
- -l номинатив, подлежащее предложения: diabolos-il «дьявол (подл.)»; iskit-l «земля (подл.)».
- -n(a) генитив, обозначает обладателя: iart-na palkit-la «в море мыслей».
- -k(a) директив, прямое или косвенное дополнение: Mikhaili-ka «Михаила (объект действия), Михаилу»
- -lo локатив, местонахождение «У …», «на …»
- -la инессив, местонахождение «в …», «внутри …»
- -do, адессив, «на …» (сверху)
- -dal, комитатив, «с …»

Наиболее распространённый показатель мн. ч. -gu-; напр. uru-gu-na «королей», или gindette-gu-ka «тернии (объект)», в предикативе превращается в -agui-. Более редкие показатели мн. ч.: -rigu- (напр. mug-rigu-ka «собаки (объект)» (предикатив -regui-) и -pigu-.

### Местоимение
Основные местоимения:
- ai- «я»
- ir- «ты»
- tar- «он, она, оно»
- er- «мы (с тобой)»
- u- «мы (без тебя)»
- ur- «вы»
- ter- «они»

Примеры других местоимений: указательные in- «это», man- «то»; вопросительные ngai- «кто?», min- «что?», islo «где?», iskal «как?».

### Глагол
Спряжение глагола имело три наклонения: изъявительное, сослагательное и повелительное. Изъявительное и сослагательное наклонения спрягались по четырём временам: настоящему, двум прошедшим и будущему — и по лицам, например:
- dollire «я желаю»
- dollina «ты желаешь», «он, она, оно желает»
- dolliro «мы желаем», «вы желаете»
- dollirana «они желают»